# Bockleben
Bockleben ist ein Ortsteil der Gemeinde Lemgow im Landkreis Lüchow-Dannenberg in Niedersachsen.

## Lage
Bockleben liegt 14 Kilometer südöstlich von Lüchow am Nordrand der Lüchower Landgraben-Niederung. Es erstreckt sich aus der größtenteils feuchten Niederung bis die Geesthöhen.

## Geschichte
Südlich von Bockleben liegen zwei archäologische Fundplätze, welche 1986 entdeckt wurden. Diese archäologischen Funde lassen auf eine Besiedelung der Umgebung um Bockleben bereits in prähistorischer Zeit schließen. Überwiegend wurden mesolithische Feuersteinartefakte, wie Mikrolithen oder Kratzer, weiter östlich allerdings auch Artefakte, welche neolithisch anmuten, gefunden. Die gefundenen Stücke lagern im Landesmuseum Hannover. Der Bereich der Fundorte wurde in der Vergangenheit durch verschiedene äußere Einflüsse, wie Flurbereinigung oder die Anlage einer Bohrplattform zur Erdgaserkundung beeinflusst, beziehungsweise zerstört.
Das Dorf wird im Jahr 1360 unter dem Namen Bocleue und 1384 unter dem Namen Bocleve erwähnt. Laut Lüneburger Heimatbuch bedeutet der Name so viel wie „Buchenerbe“. Eine andere Erklärung ist der Name als Ortsbeschreibung. Im Norden Bocklebens findet man eine für dortige Verhältnisse ansehnliche Erhöhung. Laut dem „Heidelbergischen Jahrbuch der Litteratur“ von 1857 bedeutet die Vorsilbe Bok- so viel wie Abhang oder Abböschung.
Da Bockleben zum Pagus Lennegou oder auch Leimigaw, heute Lemgow, gehörte, war es vermutlich im Besitz der freiherrlichen Familie von Bernstorff, welche zum mecklenburgischen Uradel gehört.
Das Dorf hatte von 1911 bis 1969, also bis zur Stilllegung der Strecke der Kleinbahn Lüchow-Schmarsau, ab 1950 Lüchow-Schmarsauer Eisenbahn (LSE), einen Bahnhof.
Am 1. Juli 1972 wurde Bockleben in die Gemeinde Lemgow eingegliedert.

## Aufbau
Die Struktur eines Sackgassendorfes ist, auch wenn in Bockleben langgestreckt, heute noch gut zu erkennen. Auf alten Karten ist das Dorf als ovaler Rundling mit Ausgang nach Norden dargestellt. Nach einigen Erweiterungen des Dorfes über die Jahrhunderte bezeichnet die St.Georgs-Kapelle, damals noch am nördlichen Ortsrand gelegen, heute ungefähr die Mitte des Dorfes. In Bockleben sind einige Hallenhäuser erhalten, den Großteil des Ortsbildes bilden allerdings Häuser aus der Zeit um die Jahrhundertwende. Im Dorf gibt es mehrere unter Denkmalschutz stehende Gebäude, wie zum Beispiel ein kubischer Backsteinbau unter Walmdach, welcher als Wohnhaus diente, ein Wirtschaftsgebäude und ein Stall.

## Kirche

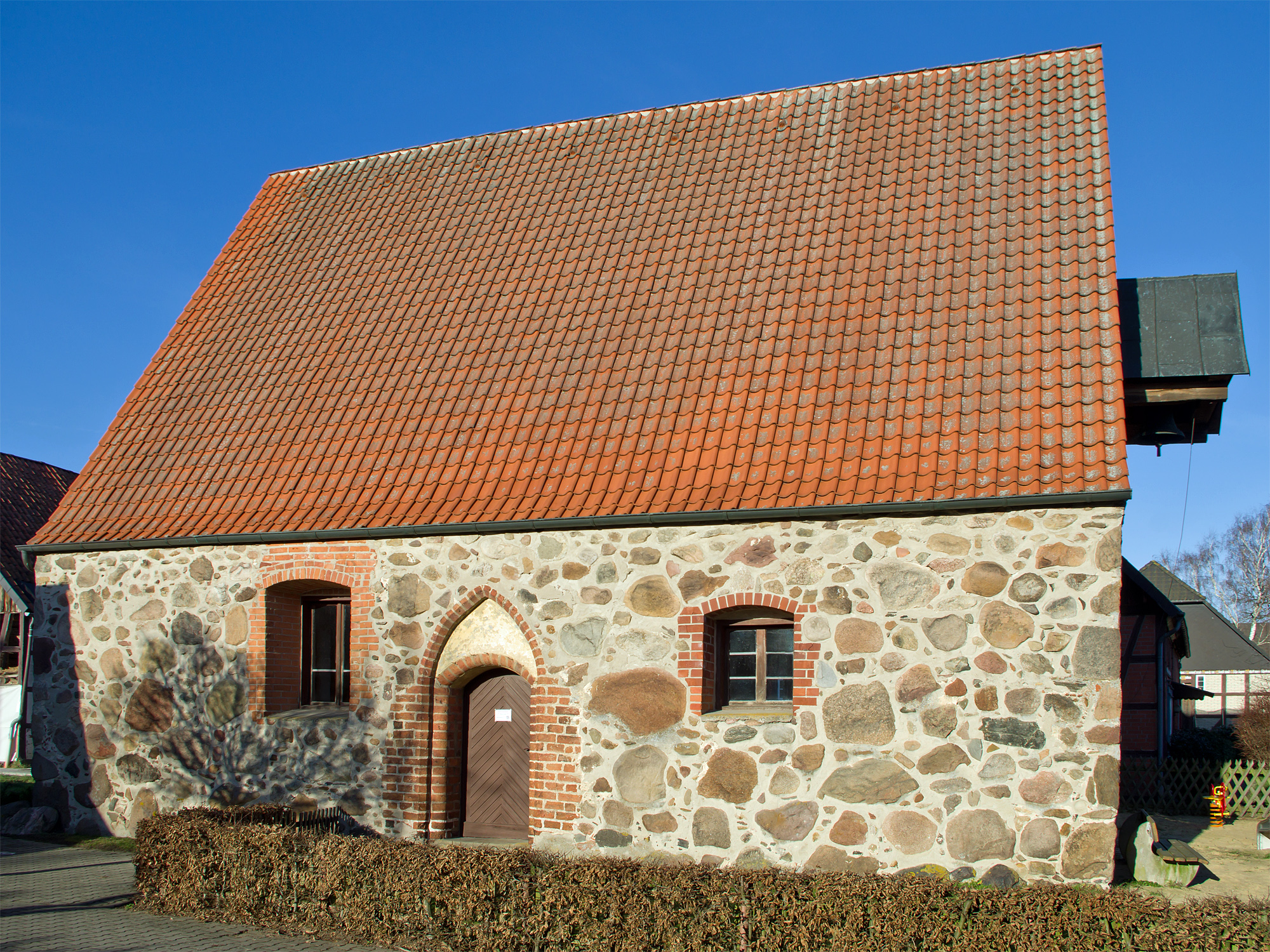
St.-Georg-Kapelle

- Ev. Kapelle St. Georg[10]

## Persönlichkeiten
- Franz Conrad Löhr (um 1735–1812), Porträtmaler
- Ernst Wolter (1886–1967), ältestes Todesopfer an der deutsch-deutschen Grenze